# Maratus speciosus
Maratus speciosus es un arácnido perteneciente al género Maratus, dentro de la familia de los saltícidos (Salticidae). Sólo se sabe que habitan en la vegetación de las dunas en la costa suroeste de Australia Occidental. Al igual que otras arañas del género Maratus, los machos de la especie se involucran en un cortejo en el que levantan su tercer par de patas y su abdomen, presentando lo colorido de este último a potenciales parejas femeninas. A diferencia de otras arañas del género Maratus,  los machos de esta especie tienen un conjunto de brillantes sedas de color naranja a lo largo de ambos bordes del abdomen que sólo se hacen visibles durante el cortejo.